# 浅野慎一
浅野 慎一（あさの しんいち、1956年 - ）は、日本の社会学者。摂南大学特任教授、神戸大学名誉教授。専門は地域社会学、社会変動論。主に移民・外国人労働者、中国残留日本人、夜間中学などについて研究。中国残留日本人関連の共同研究者は、妻の佟岩。

## 略歴
兵庫県神戸市出身。兵庫県立長田高校卒業、北海道大学教育学部卒業、北海道大学大学院教育学研究科単位取得退学。同大学では布施鉄治に師事。1997年博士(教育学、北海道大学、「日本で学ぶアジア系外国人－研修生・留学生・就学生の生活と文化変容」)。
1988年北海道大学教育学部助手、1992年神戸大学発達科学部助教授、2003年同教授、2007年神戸大学大学院人間発達環境学研究科教授(配置換)。2022年摂南大学特任教授・神戸大学名誉教授。
2009年『京阪神都市圏の重層的なりたち―ユニバーサル ・ナショナル・ローカル』昭和堂(岩崎信彦・西村雄郎との共編著)で地域社会学会賞、2017年『中国残留日本人孤児の研究』御茶の水書房(佟岩との共著)で地域社会学会賞。
2008年中国「残留日本人孤児」を支援する兵庫の会代表世話人、2013年-2018年全国夜間中学校研究会夜間中学史料収集・保存ワーキンググループ代表。

## 著書

### 単著
- 『シン・日本外史―「日本国／日本人」はどこから来たのか、何ものか、どこへいくのか』昭和堂 2024, ISBN 9784812223239
- 『現代日本社会の構造と転換』大学教育出版 1993, ISBN 9784924400672。
- 『世界変動と出稼・移民労働の社会理論』大学教育出版 1993, ISBN 9784924400504。
- 『日本で学ぶアジア系外国人―研修生・留学生・就学生の生活と文化変容』大学教育出版 1997, ISBN 9784887301917。
- 『新版 現代日本社会の構造と転換』大学教育出版 1998, ISBN 9784887302747。
- 『人間的自然と社会環境－人間発達の学をめざして』大学教育出版 2005, ISBN 9784887306257。

### 共著
- 『異国の父母－中国残留孤児を育てた養父母の群像』佟岩と共著 岩波書店 2006, ISBN 9784000221535。
- 『中国残留日本人孤児の研究:ポスト・コロニアルの東アジアを生きる』佟岩と共著 御茶の水書房 2016, ISBN 9784275020499。

### 編著
- 『増補版 日本で学ぶアジア系外国人―研修生・技能実習生・留学生・就学生の生活と文化変容』大学教育出版 2007, ISBN 9784887307957。
- 『現代社会論への社会学的接近』学文社 2009, ISBN 9784762015625。

### 共編著
- 『人間発達と社会。環境-世界を知る・日本を読む -』 社会環境論研究会編 労働旬報社 1994, ISBN 9784845103478
- 『社会環境と人間発達』 社会環境論研究会編 大学教育出版 1998, ISBN 9784887302570。
- 『キーワード 地域社会学』 地域社会学会編 ハーベスト社 2000, ISBN 9784938551469。
- 『キーワード 人間と発達』 神戸大学発達科学部編集委員会編 大学教育出版 2005, ISBN 9784887306134。
- 『増補改訂版 キーワード 人間と発達』 神戸大学発達科学部編集委員会編 大学教育出版 2005, ISBN 9784887307254。
- 『地域社会学講座第2巻 グローバリゼーション／ポスト・モダンと地域社会』古城利明監修、新原道信・広田康生編集チーフ 東信堂 2006, ISBN 9784887136793。
- 『京阪神都市圏の重層的なりたち―ユニバーサル・ナショナル・ローカル』岩崎信彦・西村雄郎と共編著 昭和堂, ISBN 9784812208540。
- 『新版 キーワード 地域社会学』 地域社会学会編 ハーベスト社 2011, ISBN 9784863390287。
- 『60年の歩み：全国夜間中学校研究会大会史料集成-1954年度～2014年度(DVD)』全国夜間中学校研究会/夜間中学史料収集・保存ワーキンググループ 2015。
- 『夜間中学関係史料目録』夜間中学史料収集・保存ワーキンググループ編 、全国夜間中学校研究会 2016。

### 分担執筆
- 「地域社会の基礎構造とその変動の諸相」布施鉄治と共著、布施鉄治編著『地域産業変動と階級・階層』御茶の水書房 1982(NCID BN01299653)(1990新装版, ISBN 9784275013927)。
- 「Ａ自工における労働者層の生産・労働－生活過程」「第１次下請(Ｎ企業)における職場構造と労働者生活」布施鉄治編著『倉敷・水島/日本資本主義の展開と都市社会 : 第1分冊』東信堂 1992, ISBN 9784887131408。
- 「繊維・衣料製造業における労働者の生産・労働－生活諸過程」「児島地区労働組合組織の構造」「地場水産加工Ｍ食品における労働者の労働－生活過程」布施鉄治編著『倉敷・水島/日本資本主義の展開と都市社会 : 第2分冊』東信堂 1992, ISBN 9784887131408。
- 「倉敷市における階級・階層構成・構造と所得構造」「倉敷市における階級・階層構成の形成・変動過程」布施鉄治編著『倉敷・水島/日本資本主義の展開と都市社会 : 第3分冊』東信堂 1992, ISBN 9784887131408。
- 「神戸華僑の被災･避難･復興と相互援助」過放と共著、『阪神・淡路大震災の社会学 第２巻』 岩崎信彦・鵜飼孝造・浦野正樹･辻勝次･似田貝香門・野田隆・山本剛郎編 昭和堂 1999, ISBN 9784812299043。
- 「被災者生活とベルボックスケアセンター」新垣正美と共著、 神戸大学〈震災研究会〉編『大震災5年の歳月』神戸新聞総合出版センター 1999, ISBN 9784343000477。
- 「在日ベトナム難民家族の青少年」新垣正美と共著、岩崎信彦、C．ピーチ、宮島喬、R．グッドマン、油井清光編『海外における日本人、日本のなかの外国人』昭和堂 2003, ISBN 9784812202388。
- "The lifestyles and ethnic identity of Vietnamese youth residing in Japan" Shingaki Masami and Asano Shinichi:Global Japan:the experience of Japan's new immigrant and overseas communities/edited by Roger Goodman, Ceri Peach, Ayumi Takenaka, and Paul White London and New York, RoutledgeCurzon 2003, ISBN 9780415297417
- 「取り残された人間―中国残留孤児にみる批判的国民主義と脱国民国家化」ヒューマン・コミュニティ創成研究センター〈神戸大学〉編『人間像の発明』ドメス出版 2006, ISBN 9784810706734。
- 「『疎外された労働』とヒトの発達・進化」『労働世界への社会学的接近』 中川勝雄・藤井史朗編 学文社 2006, ISBN 9784762015649。
- 「市民社会・人権・都市」『都市の生活・文化・意識』有末賢・北川隆吉編著 文化書房博文社 2007, ISBN 9784830111112。
- 「中国残留孤児を育てた養父母たち」佟岩と共著、蘭信三編『中国残留日本人という経験』勉誠出版 2009, ISBN 9784585032366。
- 「중국잔류일본인 고아를 통해 본인간발달과 공공성―비판적 국민주의와 탈국민국가」아사노 신이치(浅野慎一) & 통얀(佟岩)、권숙인(權粛寅)엮음『다문화사회 일본과 정체성 정치』서울대학교출판문화원 2010(“Human Development & Publicness Mirroued in Japanese War Orphans Left Behind in China” Shinichi Asano & Yan Tong:Multicultural Japan & Identity Politics, edited by Sug-In Kweon Seoul National University Press 2010), ISBN 9788952111104
- "Blood and country―Chugoku zanryu koji,nationality and the koseki" Yan Tong & Shinichi Asano:Japan's household registration system and citizenship:koseki, identification and documentation, edited by David Chapman and Karl Jakob Krogness Routledge 2014, ISBN 9780415705448。
- 「学ぶ都心―夜間中学にみる大阪」鯵坂学・西村雄郎・丸山真央・徳田剛編著『さまよえる大都市・大阪』東信堂 2019, ISBN 9784798915562。
- 「中国残留日本人孤児にみる歴史問題の和解と市民運動」外村大編『和解をめぐる市民運動の取り組み―その意義と課題』明石書店 2022, ISBN 9784750354019。

### 翻訳
- 中国ジャーナリスト集団著、郝在今編『世紀末・中国』佟岩共訳 東銀座出版社 1997, ISBN 9784938652951。
- 関亜新・張志坤『中国残留日本人孤児に関する調査と研究(上・下) 』佟岩共監訳 不二出版 2008, ISBN 9784835061788。